# Дворжак, Рудольф
Ру́дольф Дво́ржак (чеш. Rudolf Dvořák; 12 ноября 1860, Држитень — 1 февраля 1920, Прага) — чешский филолог-востоковед, доктор философии. Один из основателей чешского востоковедения, первый профессор восточных языков в Карловом университете. Его многочисленные работы отражают разнообразие интересов учёного.

## Биография
Рудольф Дворжак родился в семье деревенского учителя. Окончив гимназию в Ческе-Будеёвице, в 1879 году он поступил в пражский Карлов университет, где изучал классическую и восточную филологию. После окончания курса в 1884 году он получил стипендию для поездки в Лейпциг. Здесь он показал себя выдающимся востоковедом, но также интересовался ассириологией, арабским и другими семитскими языками, египтологией, иранистикой и синологией.
Год спустя он оказался в Мюнхене, где продолжил, в частности, изучение древнеегипетского языка, а также был в течение одного семестра ассистентом индолога и ираниста Эрнеста Трумппа. Затем он вернулся в Карлов университет и защитил докторскую диссертацию, а в 1890 году стал экстраординарным профессором. С 1896 года — ординарный профессор. С 1890 года он также работал в редакции «Научной энциклопедии Отто», в 1892—1898 годах — главный редактор отдела ориенталистики.
В 1900—1901 годах Дворжак был деканом философского факультета, а в 1915—1916 годах — ректором Карлова университета. Он был членом Чешской академии наук (с 1913 года — генеральный секретарь) и Чешского научного общества. В 1903 году вместе с профессором древнеиндийской филологии и сравнительного языкознания Й. Зубатым основал Библиотеку восточной филологии, из которого впоследствии возник востоковедческий семинар. С 1866 года принимал участие в различных востоковедческих конференциях.
В 1882 году Дворжак купил в Лейпциге у букиниста рукопись первой симфонии своего однофамильца Антонина Дворжака (никакого родства между ними не было). До самой смерти он никому об этом не говорил, лишь унаследовавший её сын учёного сделал считавшуюся утраченной симфонию известной общественности.

## Работы

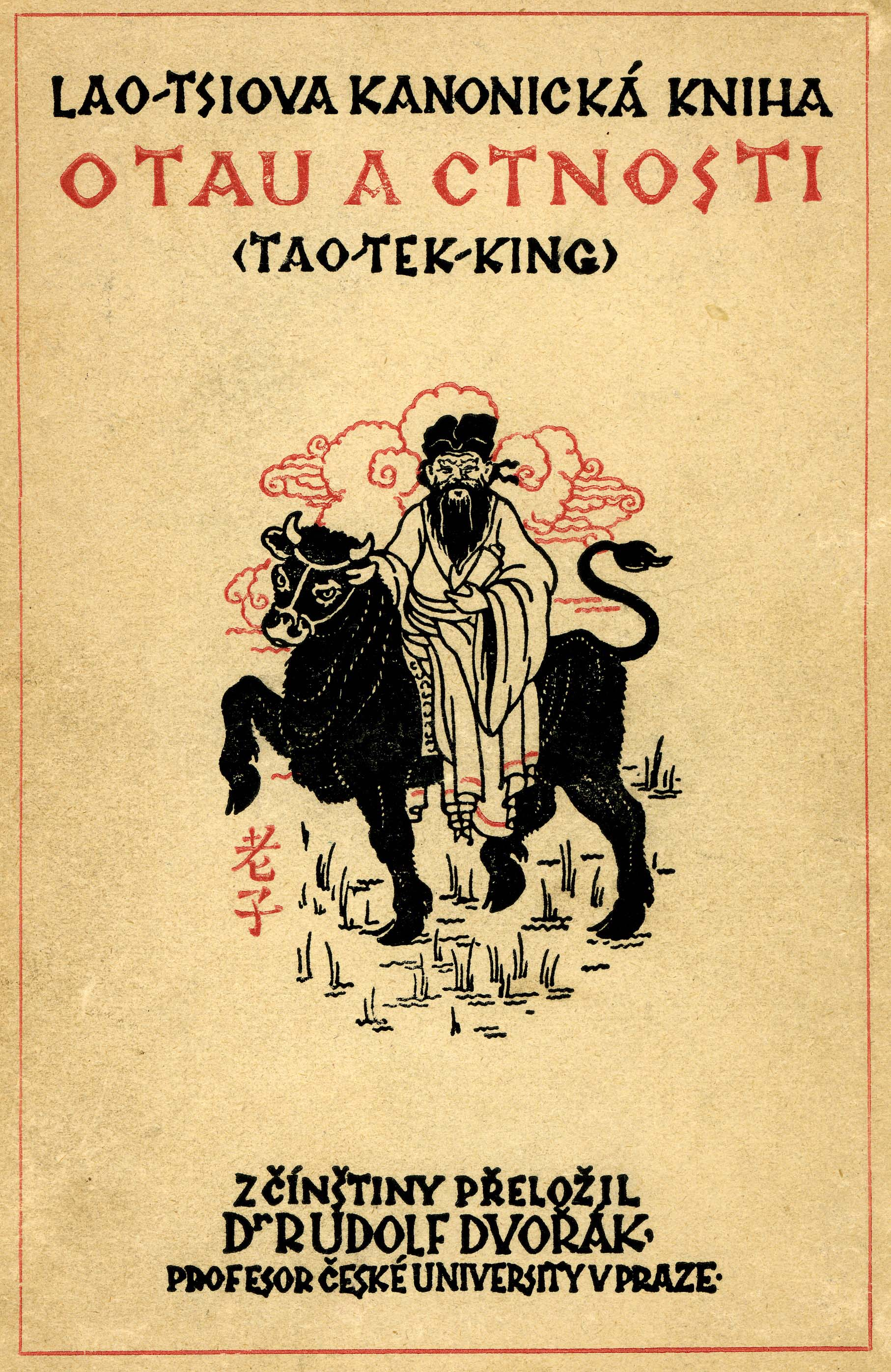
Титульный лист «Дао дэ цзин» в переводе Дворжака (1920)

С 1885 года Дворжак публиковал в чешских и зарубежных журналах статьи по лингвистике и истории культуры. Писал о Хафизе, Баки, Абу-ль-Але, Коране, Библии. Особенно значимы его работы в области синологии. Вместе с Я. Врхлицким он перевёл одно из классических произведений китайской литературы — Книгу песен. Он также сделал известным в Чехии «Беседы и суждения» Конфуция, издав книгу «Китайца Конфуция жизнь и учение». Позднее он стал первым переводчиком «Дао дэ цзин» Лао-Цзы.

### Переводы (на чешский)
- Песнь песней
- Ши цзин (совместно с Я. Врхлицким)
- Дао дэ цзин

### Исследования
- К вопросу об заимствованиях словах в Коране(нем. Ein Beitrag zur Frage über die Fremdwörter im Koran), Мюнстер, 1884.
- Об иностранных словах в Коране (нем. Über die Fremdwörter im Korán), 1885.
- Китайца Конфуция жизнь и учение (чеш. Číňana Konfucia život a nauka), 1889—1891.
- Религии Китая. I. Конфуций и его учение (нем. Chinas Religionen I. Confucius und seine Lehre), Мюнстер, 1895.
- Лао-цзы и его учение (нем. Lao-tsï und seine Lehre). Verlag der Aschendorffschen Buchhandlung, Мюнстер, 1903.
- История этики на востоке. I. Конфуций (чеш. Dějiny mravouky v Orientě. I. Konfucius), 1904.
- Китай. Описание империи, народа, его нравов и обычаев (чеш. Čína. Popis říše, národa, jeho mravů a obyčejů), 1910.
- Псалмы. В соответствии с метрикой иврита (чеш. Žalmy. Podle zásad hebrejské metriky), 1911.
- Лао-цзы каноническая книга о Дао и добродетели (чеш. Lao-Tsiova kanonická kniha o Tau a ctnosti Tao-Tek-King), 1920.

### Статьи
- О характере китайской мысли (чеш. O myšlenkové povaze Číny). Česká revue, 1899.
- Китайский философ Лао-цзы и книга его высказываний Дао дэ цзин (чеш. Čínský filosof Lao-tsi a kniha jeho výroků Daodejing). Вестник Чешской академии наук, 1904.
- Конфуций и Лао-цзы. Сравнительное исследование китайской философии (чеш. Konfucius a Lao-tsi. Srovnávací studie z filosofie čínské). ČM, 1900.
- Известный арабский поэт и мыслитель XI века Абу-ль-Ала (чеш. Slavný básník a myslitel arabský XI. století Abulalá). ČM, 1917.